# Опел Агила
Опел Агила (от латински: agilis „пъргав“) е градски автомобил, предлаган на пазара от германската марка Опел от 2000 до 2014 г., като алтернатива на Suzuki Wagon R+ (първо поколение) и Suzuki Splash (второ поколение). В Обединеното кралство се предлага на пазара под марката Vauxhall.